# Trasporti a Lisbona

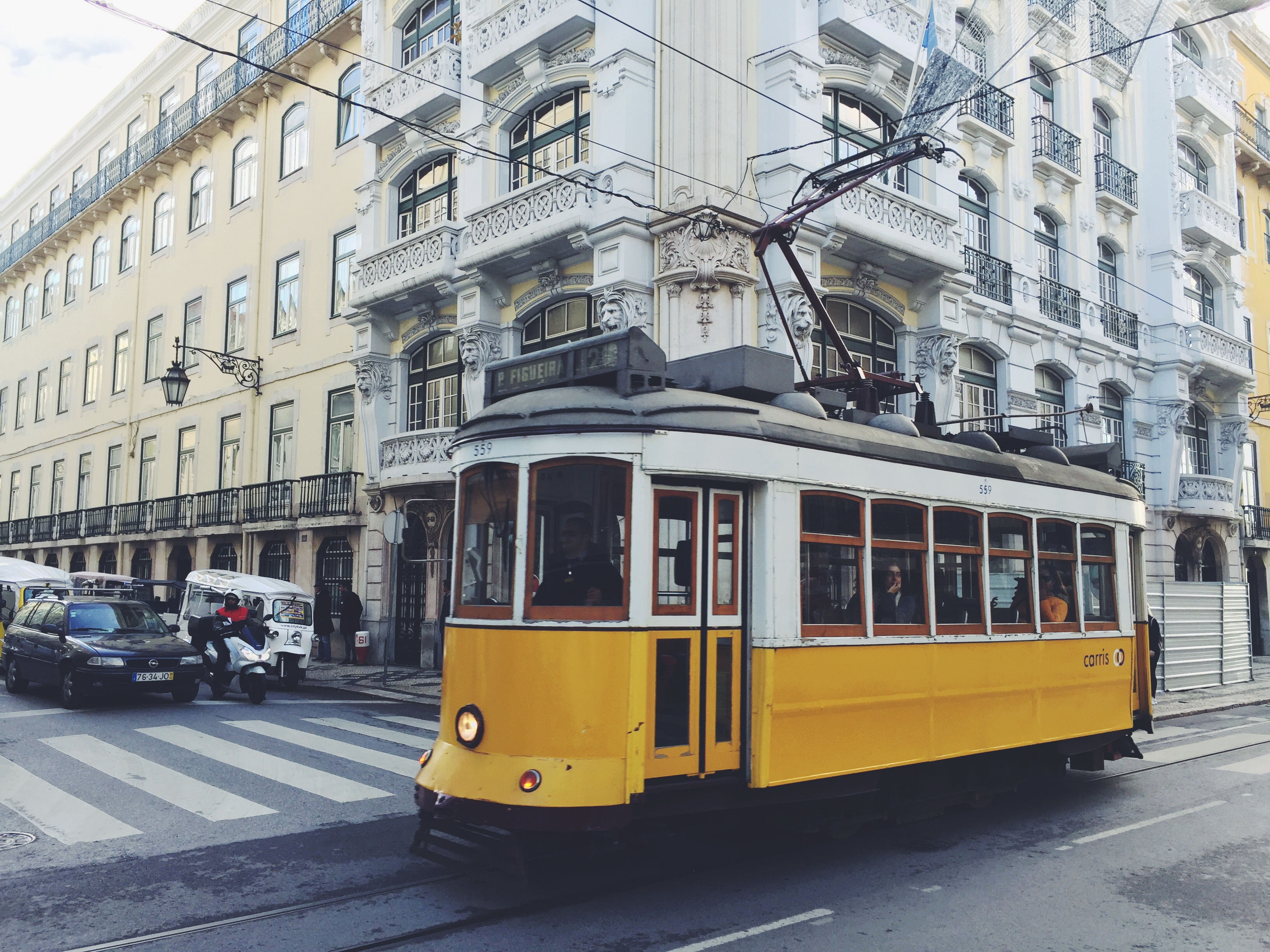
Un tram, uno dei simboli di Lisbona, nel quartiere Baixa

Il sistema dei trasporti a Lisbona è composto da varie infrastrutture, tra cui metropolitane, tram, autobus, traghetti, ferrovie e aeroporti.

## Quadro generale

### Metropolitana, tram e funicolari

#### Metropolitana di Lisbona

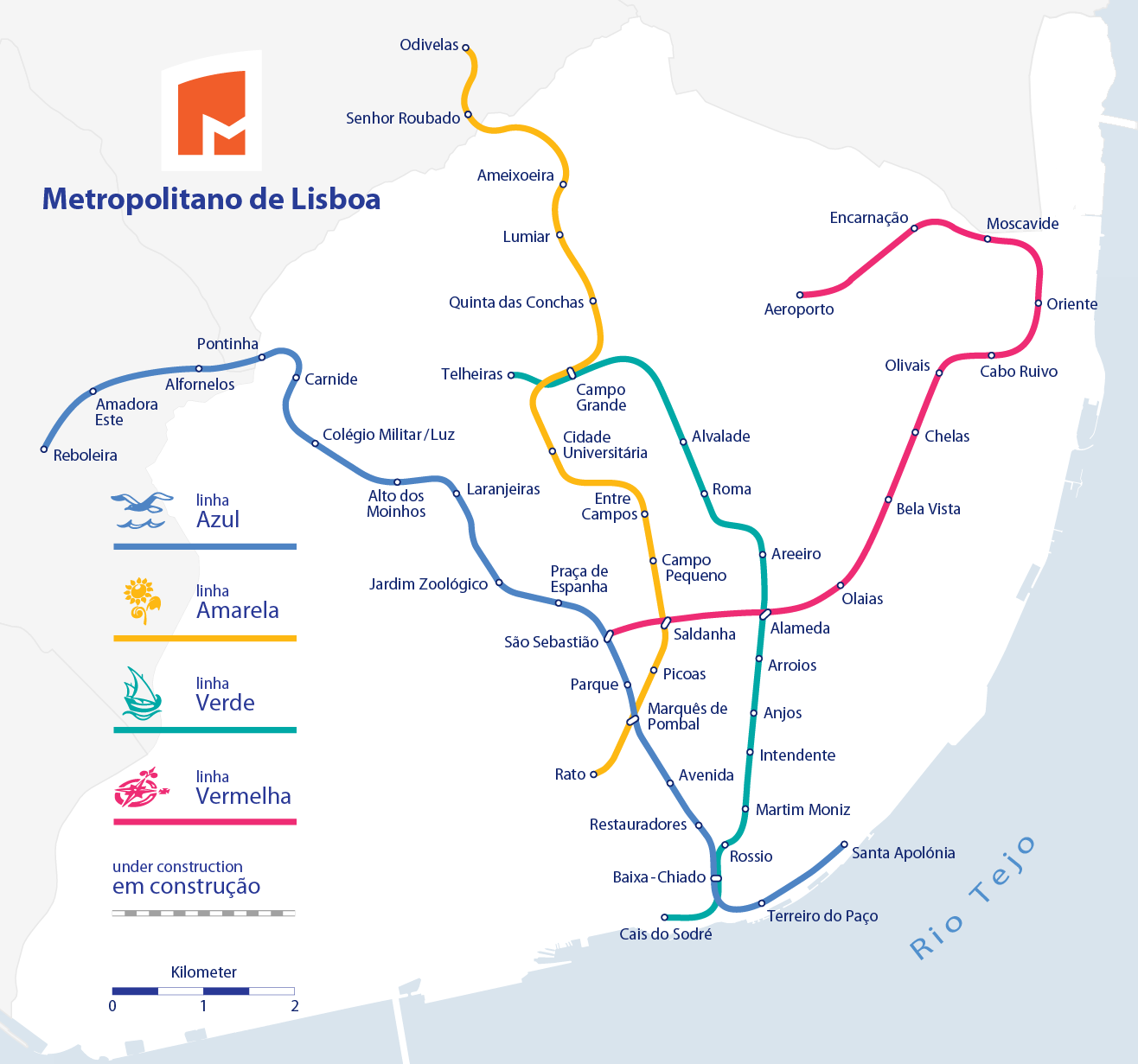
Mappa della rete

La metropolitana di Lisbona entrò in servizio il 29 dicembre 1959, con l'apertura della tratta tra Rotunda-Entre Campos/Sete Rios, dopo quattro anni di lavori; da allora fino agli anni novanta la linea è stata prolungata diverse volte. Nel 1993, è stata proposta la separazione dei servizi, statuendo, in particolare che:
- la linea A (blu) avrebbe servito la tratta Pontinha – Terreiro do Paço;
- la linea B (gialla) avrebbe servito la tratta Lumiar – Campolide;
- la linea C (verde) avrebbe servito la tratta Telheiras – Cais do Sodré;
- la linea D (rossa) avrebbe servito la tratta Alameda – Moscavide.

Nel 1998, è stata attuata questa separazione.
Dalla fine degli anni novanta al 2016, le varie linee sono state prolungate in alcune tratte.
Asse portante della rete di trasporto pubblico lisbonese, con una media di 600 000 passeggeri al giorno e 200 milioni all'anno, si compone di quattro linee per un totale di 44,2 km e 56 stazioni. Di seguito una tabella che riporta le caratteristiche principali di ogni linea:
| Linea      | Percorso                    | Inaugurazione | Lunghezza | Stazioni |
| ---------- | --------------------------- | ------------- | --------- | -------- |
| Blu (A)    | Reboleira <> Santa Apolónia | 1959          | 13,7 km   | 18       |
| Gialla (B) | Odivelas <> Rato            | 1959          | 11,1 km   | 13       |
| Verde (C)  | Telheiras <> Cais do Sodré  | 1963          | 8,9 km    | 13       |
| Rossa (D)  | São Sebastião <> Aeroporto  | 1998          | 10,5 km   | 11       |

### Trasporto ferroviario
La città di Lisbona è servita da due aziende che gestiscono la rete di trasporto ferroviario: CP Caminhos-de-Ferro Portugueses e Fertagus.

#### Rete della CP
CP è l'impresa pubblica gestore dei trasporti ferroviari in Portogallo, che gestisce il servizio di trasporto ferroviario suburbano nell'area della Grande Lisbona.
La sua rete, composta da quattro linee e sessantasette stazioni, serve la gran parte della regione di Lisbona e muove annualmente circa 80 milioni di passeggeri e 800 treni al giorno.
Di seguito una tabella che riporta le caratteristiche principali di ogni linea:
| Linea             | Percorso                                                          | Stazioni |
| ----------------- | ----------------------------------------------------------------- | -------- |
| Linea di Azambuja | Azambuja/Castanheira do Ribatejo ↔ Santa Apolónia/Alcântara Terra | 23       |
| Linea di Cascais  | Cais do Sodré ↔ Cascais                                           | 17       |
| Linea di Sintra   | Sintra/Mira Sintra-Meleças ↔ Rossio/Alverca                       | 27       |
| Linea di Sado     | Barreiro ↔ Praias do Sado                                         | 13       |

## Bigliettazione

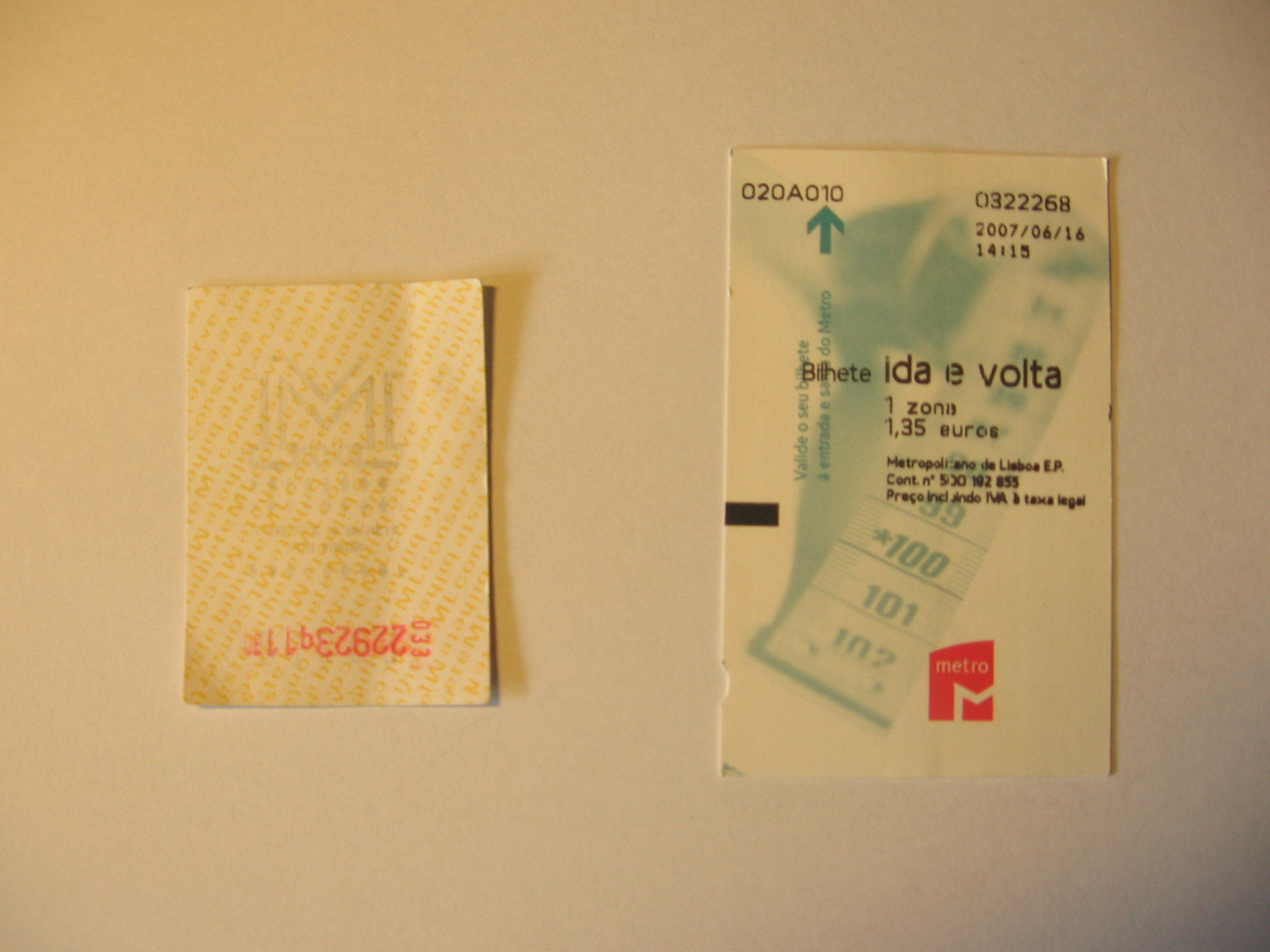
Vecchi titoli di viaggio per la rete metropolitana di Lisbona; il precedente è quello a sinistra.

Nel 2004, la rete metropolitana di Lisbona è uscita per la prima dai confini amministrativi della città; ciò ha reso necessario che si creasse un nuovo sistema tariffario che dipendesse da delle zone: è stato stabilito un sistema di corone concentriche, con al centro la Coroa L, corrispondente all'area del comune, circondata dalle Coroas 1, 2 e 3. Esistono anche delle zone addizionali, all'interno della Coroa 3 contrassegnate dalla sigla SX (all'interno della quale ricade Seixal) e da MA (all'interno della quale ricadono Montijo e Alcochete).
La rete di trasporti di Lisbona dispone di un'ampia gamma di titoli di viaggio che permettono varie modalità di trasporto dei passeggeri. Per i clienti che utilizzano i servizi saltuariamente, i titoli di viaggio disponibili per fruire dei trasporti pubblici sono i biglietti elettronici Cartão 7 colinas o Viva Viagem; la tessera Lisboa Viva, invece, permette l'acquisto di abbonamenti mensili e annuali.
Cartão 7 Colinas/Viva ViagemCartão 7 Colinas e Viva Viagem smart card contactless impersonali, sulle quali si possono caricare i titoli di viaggio delle imprese di trasporto aderenti. Per il loro utilizzo, i passeggeri devono caricare questa carta con il titolo di viaggio desiderato, in qualunque punto di vendita della rete metropolitana. Questa carta può essere utilizzata per caricare i titoli di viaggio di Carris, Metropolitano de Lisboa, Fertagus, CP, Transtejo & Soflusa.
Alternativamente, è possibile caricare un valore monetario (tramite la modalità zapping) il quale viene decurtato a ogni viaggio.
Questa carta ha validità annuale a partire dal caricamento del primo titolo ed è possibile caricare fino a questo termine; i titoli di viaggio già caricati sulla carta, possono essere utilizzati anche oltre tale termine.
Lisboa VivaLa carta Lisboa Viva è una contactless smartcard che permette il caricamento di titoli mensili, che possono essere utilizzati esclusivamente sulla rete metropolitana, oppure possono essere abbinati con altri operatori come Carris o CP.